# Franz Lochmatter
Franz Lochmatter (Sankt Niklaus, 1878, monte Weisshorn, 1933) foi um alpinista suíço.

## Biografia
Originário da mesma localidade que Peter Knubel e Joseph Knubel trabalha como carregador antes de tirar o diploma de guia. Associa-se a Valentine J.E. Ryan, com quem trabalhará até à Segunda Guerra Mundial. A vertente este do Agulha do Grépon (saindo na cresta antes de se chegar ao cimo), da aresta nordeste de Blaitieré, e a aresta leste da Aiguille du Plan, conhecida como  Aresta Ryan é a mais difícil das zona 
A partir de 1919 vira-se mais para o Himalaia onde serve de guia a Hermann Hotz, mas ambos encontram a morte na descida do Weisshorn a 17 de agosto de 1933.

## Ascensões
- 1903 - Travessia de Les Drus
- 1905 - Face Este da Aiguille du Grépon
- 1906 - Primeira ascensão da aresta leste da Aiguille du Plan, que ficou a ser conhecida como Aresta Ryan, do nome do cliente com quem a subiu; Valentine J.E. Ryan
- 1906 - Aresta nordeste da Aiguille de Blaitière
- 1906 - Aresta norte do Nordend
- 1906 - Face sudoeste do Täschhorn, em companhia de Geoffrey Winthrop Young e do outro guia Joseph Knubel e a ascensão por esta face é muito difícil e perigosa, constituindo uma das grandes feitos do alpinismo
- 1906 - Primeiro percurso integral da aresta Este da Dent d'Hérens
- 1914 - Várias ascensões nas Aiguilles de Chamonix